# Spanje op het Eurovisiesongfestival 1995
Spanje nam deel aan het Eurovisiesongfestival 1995 in Dublin (Ierland). Het was de 33ste deelname van het land aan het festival.

## Selectieprocedure
Net zoals de voorbije jaren koos de TVE ervoor om de kandidaat intern te selecteren. Men koos voor de Spaanse zangeres Anabel Conde met het lied "Vuelve conmigo".

## In Dublin
In Ierland moest Spanje optreden als negende, net na Oostenrijk en voor Turkije. Op het einde van de puntentelling hadden ze 119 punten verzameld, goed voor een tweede plaats. Men ontving twee keer het maximum van de punten. Nederland nam niet deel in 1995 en België had 12 punten over voor deze inzending.

### Gekregen punten

#### Finale
| 12 punten         | 10 punten          | 8 punten                                                                | 7 punten               | 6 punten                  |
| ----------------- | ------------------ | ----------------------------------------------------------------------- | ---------------------- | ------------------------- |
| - België - Israël | - Cyprus - Kroatië | - Bosnië en Herzegovina - Malta - Polen - Turkije - Verenigd Koninkrijk | - Frankrijk - Portugal | - Duitsland - Griekenland |
| 5 punten          | 4 punten           | 3 punten                                                                | 2 punten               | 1 punt                    |
| - IJsland         |                    |                                                                         | - Ierland - Hongarije  |                           |

### Punten gegeven door Spanje

#### Finale
Punten gegeven in de finale:
| 12 punten | Kroatië     |
| 10 punten | Malta       |
| 8 punten  | Griekenland |
| 7 punten  | België      |
| 6 punten  | Oostenrijk  |
| 5 punten  | Cyprus      |
| 4 punten  | Noorwegen   |
| 3 punten  | Ierland     |
| 2 punten  | Turkije     |
| 1 punt    | Hongarije   |

1961 · 1962 · 1963 · 1964 · 1965 · 1966 · 1967 · 1968 · 1969 · 1970 · 1971 · 1972 · 1973 · 1974 · 1975 · 1976 · 1977 · 1978 · 1979 · 1980 · 1981 · 1982 · 1983 · 1984 · 1985 · 1986 · 1987 · 1988 · 1989 · 1990 · 1991 · 1992 · 1993 · 1994 · 1995 · 1996 · 1997 · 1998 · 1999 · 2000 · 2001 · 2002 · 2003 · 2004 · 2005 · 2006 · 2007 · 2008 · 2009 · 2010 · 2011 · 2012 · 2013 · 2014 · 2015 · 2016 · 2017 · 2018 · 2019 · 2020 · 2021 · 2022 · 2023 · 2024 · 2025